# John Arthur Thomas Robinson
John Arthur Thomas Robinson (Cantuária, 16 de maio de 1919 — Yorkshire, 5 de dezembro de 1983) foi um escritor, pesquisador do Novo Testamento, e bispo anglicano de Woolwich (Inglaterra).
Foi professor (e, mais tarde, deão) da Universidade de Cambridge, até sua morte em 1983, em virtude de um câncer. Juntamente ao téologo Harvey Cox, de Harvard, John Robinson foi um dos construtores da assim chamada teologia secular.